# Lista planetelor minore/28801–28900
Aceasta este Lista planetelor minore/28801–28900; pentru a naviga prin lista completă vezi Lista planetelor minore.
Pentru ale detalii vezi și Proiect:Astronomie sau Portal:Astronomie.
| Nume         | Denumire provizorie | Data descoperirii | Locul descoperirii | Descoperitor(i) |
| ------------ | ------------------- | ----------------- | ------------------ | --------------- |
| 28801 -      | 2000 HJ76           | 27 aprilie 2000   | Socorro            | LINEAR          |
| 28802 -      | 2000 HX77           | 28 aprilie 2000   | Socorro            | LINEAR          |
| 28803 Roe    | 2000 HR79           | 28 aprilie 2000   | Anderson Mesa      | LONEOS          |
| 28804 -      | 2000 HC81           | 28 aprilie 2000   | Socorro            | LINEAR          |
| 28805 -      | 2000 HY85           | 30 aprilie 2000   | Anderson Mesa      | LONEOS          |
| 28806 -      | 2000 HH87           | 30 aprilie 2000   | Haleakala          | NEAT            |
| 28807 -      | 2000 HC90           | 29 aprilie 2000   | Socorro            | LINEAR          |
| 28808 -      | 2000 HO96           | 28 aprilie 2000   | Socorro            | LINEAR          |
| 28809 -      | 2000 HY102          | 27 aprilie 2000   | Anderson Mesa      | LONEOS          |
| 28810 -      | 2000 JS5            | 1 mai 2000        | Socorro            | LINEAR          |
| 28811 -      | 2000 JX9            | 4 mai 2000        | Socorro            | LINEAR          |
| 28812 -      | 2000 JS11           | 3 mai 2000        | Socorro            | LINEAR          |
| 28813 -      | 2000 JV14           | 6 mai 2000        | Socorro            | LINEAR          |
| 28814 -      | 2000 JA17           | 5 mai 2000        | Socorro            | LINEAR          |
| 28815 -      | 2000 JS17           | 6 mai 2000        | Socorro            | LINEAR          |
| 28816 -      | 2000 JC18           | 6 mai 2000        | Socorro            | LINEAR          |
| 28817 -      | 2000 JJ20           | 6 mai 2000        | Socorro            | LINEAR          |
| 28818 -      | 2000 JQ20           | 6 mai 2000        | Socorro            | LINEAR          |
| 28819 -      | 2000 JX20           | 6 mai 2000        | Socorro            | LINEAR          |
| 28820 -      | 2000 JJ24           | 7 mai 2000        | Socorro            | LINEAR          |
| 28821 -      | 2000 JV24           | 7 mai 2000        | Socorro            | LINEAR          |
| 28822 -      | 2000 JW25           | 7 mai 2000        | Socorro            | LINEAR          |
| 28823 -      | 2000 JM26           | 7 mai 2000        | Socorro            | LINEAR          |
| 28824 -      | 2000 JY26           | 7 mai 2000        | Socorro            | LINEAR          |
| 28825 -      | 2000 JG28           | 7 mai 2000        | Socorro            | LINEAR          |
| 28826 -      | 2000 JQ28           | 7 mai 2000        | Socorro            | LINEAR          |
| 28827 -      | 2000 JK29           | 7 mai 2000        | Socorro            | LINEAR          |
| 28828 -      | 2000 JT29           | 7 mai 2000        | Socorro            | LINEAR          |
| 28829 -      | 2000 JO30           | 7 mai 2000        | Socorro            | LINEAR          |
| 28830 -      | 2000 JY30           | 7 mai 2000        | Socorro            | LINEAR          |
| 28831 -      | 2000 JL32           | 7 mai 2000        | Socorro            | LINEAR          |
| 28832 -      | 2000 JW32           | 7 mai 2000        | Socorro            | LINEAR          |
| 28833 -      | 2000 JB35           | 7 mai 2000        | Socorro            | LINEAR          |
| 28834 -      | 2000 JD37           | 7 mai 2000        | Socorro            | LINEAR          |
| 28835 -      | 2000 JX37           | 7 mai 2000        | Socorro            | LINEAR          |
| 28836 -      | 2000 JH38           | 7 mai 2000        | Socorro            | LINEAR          |
| 28837 -      | 2000 JN38           | 7 mai 2000        | Socorro            | LINEAR          |
| 28838 -      | 2000 JA41           | 6 mai 2000        | Socorro            | LINEAR          |
| 28839 -      | 2000 JG41           | 6 mai 2000        | Socorro            | LINEAR          |
| 28840 -      | 2000 JB44           | 7 mai 2000        | Socorro            | LINEAR          |
| 28841 -      | 2000 JK45           | 7 mai 2000        | Socorro            | LINEAR          |
| 28842 -      | 2000 JO45           | 7 mai 2000        | Socorro            | LINEAR          |
| 28843 -      | 2000 JZ45           | 7 mai 2000        | Socorro            | LINEAR          |
| 28844 -      | 2000 JS47           | 9 mai 2000        | Socorro            | LINEAR          |
| 28845 -      | 2000 JP49           | 9 mai 2000        | Socorro            | LINEAR          |
| 28846 -      | 2000 JQ50           | 9 mai 2000        | Socorro            | LINEAR          |
| 28847 -      | 2000 JT50           | 9 mai 2000        | Socorro            | LINEAR          |
| 28848 -      | 2000 JH53           | 9 mai 2000        | Socorro            | LINEAR          |
| 28849 -      | 2000 JC54           | 6 mai 2000        | Socorro            | LINEAR          |
| 28850 -      | 2000 JS54           | 6 mai 2000        | Socorro            | LINEAR          |
| 28851 -      | 2000 JE55           | 6 mai 2000        | Socorro            | LINEAR          |
| 28852 -      | 2000 JH55           | 6 mai 2000        | Socorro            | LINEAR          |
| 28853 -      | 2000 JX55           | 6 mai 2000        | Socorro            | LINEAR          |
| 28854 -      | 2000 JP56           | 6 mai 2000        | Socorro            | LINEAR          |
| 28855 -      | 2000 JN57           | 6 mai 2000        | Socorro            | LINEAR          |
| 28856 -      | 2000 JZ58           | 6 mai 2000        | Socorro            | LINEAR          |
| 28857 -      | 2000 JE59           | 7 mai 2000        | Socorro            | LINEAR          |
| 28858 -      | 2000 JK59           | 7 mai 2000        | Socorro            | LINEAR          |
| 28859 -      | 2000 JC60           | 7 mai 2000        | Socorro            | LINEAR          |
| 28860 -      | 2000 JQ60           | 7 mai 2000        | Socorro            | LINEAR          |
| 28861 -      | 2000 JF62           | 7 mai 2000        | Socorro            | LINEAR          |
| 28862 -      | 2000 JF65           | 5 mai 2000        | Socorro            | LINEAR          |
| 28863 -      | 2000 JW65           | 6 mai 2000        | Socorro            | LINEAR          |
| 28864 -      | 2000 JG70           | 1 mai 2000        | Anderson Mesa      | LONEOS          |
| 28865 -      | 2000 JX74           | 4 mai 2000        | Kitt Peak          | Spacewatch      |
| 28866 -      | 2000 JX75           | 6 mai 2000        | Socorro            | LINEAR          |
| 28867 -      | 2000 JU76           | 7 mai 2000        | Socorro            | LINEAR          |
| 28868 -      | 2000 JN77           | 7 mai 2000        | Socorro            | LINEAR          |
| 28869 -      | 2000 JA84           | 5 mai 2000        | Socorro            | LINEAR          |
| 28870 -      | 2000 JO85           | 2 mai 2000        | Socorro            | LINEAR          |
| 28871 -      | 2000 KA6            | 27 mai 2000       | Socorro            | LINEAR          |
| 28872 -      | 2000 KF6            | 27 mai 2000       | Socorro            | LINEAR          |
| 28873 -      | 2000 KM7            | 27 mai 2000       | Socorro            | LINEAR          |
| 28874 -      | 2000 KC15           | 28 mai 2000       | Socorro            | LINEAR          |
| 28875 -      | 2000 KH18           | 28 mai 2000       | Socorro            | LINEAR          |
| 28876 -      | 2000 KL31           | 28 mai 2000       | Socorro            | LINEAR          |
| 28877 -      | 2000 KC41           | 28 mai 2000       | Socorro            | LINEAR          |
| 28878 Segner | 2000 KL41           | 26 mai 2000       | Ondřejov⁠(d)        | P. Kušnirák⁠(d)  |
| 28879 -      | 2000 KK42           | 28 mai 2000       | Socorro            | LINEAR          |
| 28880 -      | 2000 KN46           | 27 mai 2000       | Socorro            | LINEAR          |
| 28881 -      | 2000 KG48           | 27 mai 2000       | Socorro            | LINEAR          |
| 28882 -      | 2000 KO48           | 27 mai 2000       | Socorro            | LINEAR          |
| 28883 -      | 2000 KS52           | 24 mai 2000       | Anderson Mesa      | LONEOS          |
| 28884 -      | 2000 KA54           | 27 mai 2000       | Anderson Mesa      | LONEOS          |
| 28885 -      | 2000 KH56           | 27 mai 2000       | Socorro            | LINEAR          |
| 28886 -      | 2000 KX57           | 24 mai 2000       | Anderson Mesa      | LONEOS          |
| 28887 -      | 2000 KQ58           | 24 mai 2000       | Anderson Mesa      | LONEOS          |
| 28888 -      | 2000 KS60           | 25 mai 2000       | Anderson Mesa      | LONEOS          |
| 28889 -      | 2000 KQ63           | 26 mai 2000       | Anderson Mesa      | LONEOS          |
| 28890 -      | 2000 KY65           | 27 mai 2000       | Anderson Mesa      | LONEOS          |
| 28891 -      | 2000 KK75           | 27 mai 2000       | Socorro            | LINEAR          |
| 28892 -      | 2000 LZ2            | 4 iunie 2000      | Socorro            | LINEAR          |
| 28893 -      | 2000 LL7            | 6 iunie 2000      | Kitt Peak          | Spacewatch      |
| 28894 -      | 2000 LT8            | 5 iunie 2000      | Socorro            | LINEAR          |
| 28895 -      | 2000 LS9            | 6 iunie 2000      | Socorro            | LINEAR          |
| 28896 -      | 2000 LN10           | 1 iunie 2000      | Socorro            | LINEAR          |
| 28897 -      | 2000 LP10           | 1 iunie 2000      | Socorro            | LINEAR          |
| 28898 -      | 2000 LX10           | 4 iunie 2000      | Socorro            | LINEAR          |
| 28899 -      | 2000 LV11           | 4 iunie 2000      | Socorro            | LINEAR          |
| 28900 -      | 2000 LH12           | 4 iunie 2000      | Socorro            | LINEAR          |